# 2019 EE6
2019 EE6 est un objet transneptunien encore très mal connu ayant un arc d'observation de deux mois, il est considéré comme objet détaché ayant un aphélie à plus de 200 unités astronomiques.